# Mount Gibbs
Mount Gibbs ist ein 3140 m hoher Berg im ostantarktischen Viktorialand. In der Deep Freeze Range ragt er an der Südflanke des Recoil-Gletschers auf.
Der United States Geological Survey kartierte ihn anhand eigener Vermessungen und Luftaufnahmen der United States Navy aus den Jahren von 1960 bis 1964. Das Advisory Committee on Antarctic Names benannte ihn 1969 nach Maurice E. Gibbs, Meteorologe auf der McMurdo-Station im Jahr 1967.